# 키무라 마도카
키무라 마도카(일본어: 木村 まどか, 1980년 1월 28일 ~ )는 일본의 성우이다. 후쿠시마현 출신.

## 출연작
- 후타코이 - 아줌마
- 마법선생 네기마! - 아카시 유우나
- 네기마!? - 아카시 유우나
- 머메이드 멜로디 피치피치핏치 - 요시노
- 전설의 총사 아카즈킨 - 마법학교 학생
- 소녀는 언니를 사랑한다 - 스가와라 키미에
- 마이 메리 메이 - 하루나 히토에
- 다카포 시리즈 - 사와이 유토
- UQ HOLDER! - 아카시 유우나
- 금색의 코르다 - 스기타니 아야코
- 날아라 호빵맨 - 몬키치(대역),병아리짱(대역)
- 줄무늬 호랑이 시마지로
- 지옥소녀 - 이가미 와카